# 富康泡
富康泡是一个位于中国吉林省扶余市的湖泊，面积约为2.7平方千米，平均水深约为0.7米。